# Johann Jakob Scherer
Johann Jakob Scherer (*10 de noviembre de 1825 en Schönenberg ZH; † 23 de diciembre de 1878 en Winterthur) fue un político, militar y empresario suizo, miembro del Partido Radical Democrático Suizo y del Consejo Federal de Suiza.

## Carrera política
En 1854 es elegido al Consejo del Cantón de Zúrich (legislativo) y en 1866 es elegido al Consejo de Gobierno (Regierungsrat - ejecutivo cantonal) en el que se ocupó del departamento militar. En 1869 logra ser elegido al Consejo Nacional por el cantón de Zúrich. Tras la renuncia sorpresiva de Jakob Dubs, fue llevada a cabo el 12 de julio de 1872 la elección de su sucesor al Consejo federal. Scherer logró imponerse en la cuarta vuelta de la votación por 91 votos de 147 votos válidos. Poco después de su reelección en diciembre de 1878 se enfermó de una apendicitis aguda que lo llevó a la muerte.
Scherer asumió la presidencia de la Confederación en 1872. Durante su mandato ocupó sucesivamente los siguientes departamentos:
- Departamento de Finanzas (1872)
- Departamento de Finanzas y Aduanas (1873)
- Departamento de Ferrocarriles y del Comercio (1873-1874)
- Departamento político (1875)
- Departamento militar (1876-1878)